# Vaine gloire
On appelle vaine gloire dans la tradition chrétienne le désir d'obtenir de la considération, en opposition par exemple à celui d'agir pour la simple valeur générale de son action (voir devoir d'état). On peut lui opposer le défaut exactement inverse nommé respect humain (chercher à éviter d'être désapprouvé par la cantonade).

## Exemple
« Un anachorète vint se plaindre à saint Macaire de ce que tous les jours, dès neuf heures du matin, il sentait dans la solitude une faim étrange, quoique dans le monastère où il était auparavant il n'eut point de peine à passer quelquefois des semaines entières sans manger. Macaire lui répondit : n'en sois point surpris, mon fils, c'est que dans le désert tu n'as personne qui soit témoin de tes jeûnes, et qui te soutienne et te nourrisse de ses louanges, alors que la vaine gloire était ta nourriture dans le monastère, et le plaisir de te signaler parmi les autres te valait autant qu'un repas. »

— Sr. Marie-Ancilla, Tu aimeras ton frère. À l'école des Pères du désert, Éd. Source de Vie, Vieille-Toulouse, 1997, p. 48.

## Aspect sociologique
- La tentation de vaine gloire, si elle se généralise à la société tout entière, peut aboutir aux travers dénoncés par l'écrivain Guy Debord dans son ouvrage La Société du spectacle.
- Pierre Bourdieu, sans employer le terme, a dénoncé non sans humour son effet sur le langage lui-même dans Ce que parler veut dire : plus rien n'est dit pour l'utilité de ce qui est dit, mais uniquement pour servir le prestige - réel ou supposé - de celui qui parle.
- Un concept proche en sociologie est celui de « vertu ostentatoire ».

## Dans la littérature

### Littérature religieuse
La vaine gloire est brièvement mentionnée dans l'Épître aux Galates au ch.5, verset 26  : « Ne cherchons pas une vaine gloire, en nous provoquant les uns les autres, en nous portant envie les uns aux autres ».
Jean Chrysostome a consacré au sujet un ouvrage entier, qui se nomme Sur la vaine gloire et l'éducation des enfants, riche d'informations pour notre époque sur le quotidien d'une famille chrétienne à l'époque de sa rédaction (IVe siècle). Une traduction de ce texte parut en 1656 et faisait partie des ouvrages utilisés par le cardinal Mazarin pour l'éducation du jeune Louis XIV.
Thomas d'Aquin lui consacre la question 132 de la Secunda secundiae (Morale particulière) dans sa Somme théologique autour de cinq points : 1. Le désir de la gloire est-il un péché? - 2. S'oppose-t-il à la magnanimité ? - 3. Est-il péché mortel ? - 4. Est-il un vice capital ? - 5. Ses filles.

### Littérature profane
Bernard Le Bouyer de Fontenelle, dans son Dialogue des morts, fait dire par Candaule à Gygès que l'homme est souvent prêt à renoncer à une partie de son bonheur si cela lui permet de faire croire aux autres qu'il en éprouve davantage.

## Dans la philosophie
Spinoza mentionne la vaine gloire dans le chapitre XVI de son Traité théologico-politique comme cause de la corruption  par le luxe et l'avidité.
L'expression fut également utilisée par Hobbes dans son Léviathan, mais avec un sens sensiblement différent.

## Difficulté de l'éliminer
Augustin d'Hippone met par ailleurs en garde le lecteur, dans le chapitre 38 des Confessions, contre la croyance trop hâtive d'en être débarrassé, car il existe encore selon lui un piège :

« (...) telle est cette passion d'être loué qu'au moment où je la condamne en moi, elle me tente encore par cela même que je la condamne : car il arrive souvent que l'homme qui méprise la vaine gloire se glorifie de ce mépris plus vainement encore. Mais qu'alors il ne croie point la mépriser et qu'il ne s'en glorifie point : car celui-là ne la méprise point en effet qui, dans le fond de son cœur, tire vanité de ce mépris. »

Dans un texte patrologique, c'est-à-dire dont la valeur est reconnue par les catholiques comme par les orthodoxes, Jean Cassien compare pour cette raison la vaine gloire à une suite de pelures d'oignon:

« La vanité que le démon n'a pu donner avec un vêtement neuf et bien fait, il cherche
à l'inspirer avec un vêtement pauvre et grossier. Celui que n'a pas troublé les honneurs, se
complaît quelquefois dans son humilité ; celui qui ne s'est pas enorgueilli de sa science et de
son éloquence, devient fier de son silence prolongé. Un jeûne public peut donner de la
vanité, et l'on en ressent aussi d'un jeûne qu'on cache pour ne pas être loué. Le religieux,
qui évite de prier longtemps devant ses frères, pour n'être pas remarqué, s'admire ensuite
intérieurement de s'être ainsi caché. »

Évagre consacre d'ailleurs quelques pages à ce qu'il nomme la retraite des démons, manœuvre de leur part ayant pour objet de susciter l'orgueil chez celui qui croit ne le devoir qu'à son mérite (le thème est repris dans la scène finale du film L'Associé du Diable). Ce moine et auteur fait même de la vaine gloire un péché capital, montrant ainsi qu'il la considère comme bien distincte de l'orgueil. Le nombre de péchés capitaux sera ensuite ramené à 7 sous le pape saint Grégoire Ier le Grand.

## Cinéma
Non, ou la vaine gloire de commander est un film du réalisateur portugais Manoel de Oliveira. Il relate cinq siècles d'histoire et de faits d'armes du Portugal jusqu'à sa révolution de 1974, en posant les questions de la vanité du pouvoir et de l'utilité de la guerre.

## Articles liés
- Respect humain
- Vertu ostentatoire